# Taraškievica

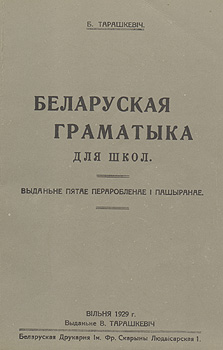
Portada de «Biełaruskaja hramatyka dla škoł» por Branislau Taraškievič, donde la codificación de la Taraškievica se hizo (5ª edición, 1929).

Taraškievica u ortografía clásica bielorrusa (taraʂˈkʲɛvʲit͡sa; en bielorruso: тарашкевіца, клясычны правапіс) es una variante de la ortografía del idioma bielorruso, sobre la base de la norma literaria de la lengua bielorrusa moderna, la primera normatización de estas fue hecha por Branislau Taraškievič en 1918, y era de uso oficial en Bielorrusia hasta la reforma ortográfica bielorrusa de 1933.  Desde 1933 , Taraškievica se ha utilizado de manera informal en Bielorrusia y la diáspora bielorrusa en el extranjero. En un sentido más común Taraškievica a veces se considera una norma lingüística.
El nombre Taraškievica tiene por objeto subrayar la similitud de la ortografía a la obra de Branislau Taraškievič y puede haber aparecido antes de Segunda Guerra Mundial.
Alrededor de 1994, el alias,  Ortografía clásica, fue presentado por Vincuk Viačorka, el promotor y autor de la codificación moderna de laTaraškievica.
En 2005, con la publicación de la ortografía clásica bielorrusa, se hizo la normalización moderna de el Taraškievica. En 2007, el Internet Assigned Numbers Authority asignado al lenguaje Taraškievica su propia subetiqueta "tarask" (etiqueta completa de la lengua bielorrusa en la ortografía clásica es "be - tarask").

## Historia

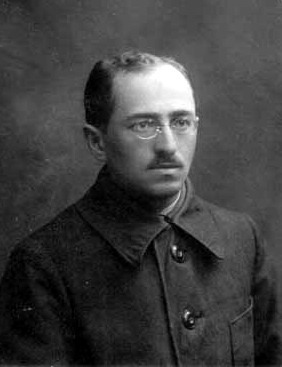
Branisłaŭ Taraškievič

En 1918, antes de la independencia de Bielorrusia se declaró la necesidad de la codificación de la lengua bielorrusa elevada. Los lingüistas destacados hicieron varias propuestas:
- «Biełaruskaja hramatyka dla škoł» por Branislau Taraškievič (la primera edición en apareció Łacinka, que seguido pronto por variante la en cirílico[21])
- «Hramatyka biełaruskaj mowy» por Balasłaŭ Pačopka.
- «Biełaruski prawapis» por Anton Łuckievič y Jan Stankievič
- «Prosty sposab stаcca u karotkim časie hrаmatnym» por Rudolf Abicht y Jan Stankievič

Como el resultado, la propuesta de Taraškievič fue considerada la más preferible. Esto se basó en los siguientes motivos: bien fundada cubrió la mayoría de las contradicciones ortográficas; que procedió con la ortografía bielorrusa que estaba en uso en el período anterior; que incluía ejercicios de lo que era útil para los propósitos de enseñanza; se creó a petición de líderes políticos bielorrusos de la época.
La obra de Taraškievič parecía ser muy buena experiencia de creación de la lista de las principales características del Bielorruso. Todas las siguientes propuestas y reformas de la lengua bielorrusa basa en exactamente esta codificación.

### Fonética y ortografía
| Ortografía oficial | Taraškievica |
| Alfabeto | |
| La variante a partir de 1918. | En la variante de la normalización de 2005, de Taraškievica, una carta de opcionales se introduce: ґ, lo que indica una oclusiva [ɡ]. |
| La notación de la asimilación de "suavidad" de las consonantes | |
| La norma orthoepical no lo determinan Ejemplos: снег, з'ява, дзве. | Determinada con los signo suave Ejemplos: сьнег, зьява, дзьве. |
| El principio de los sonidos en la ortografía | |
| Generally limited to unstressed vowels. Examples: стагоддзе, не толькі, тэатр. | Widespread, including consonants and at morpheme boundaries. Examples: стагодзьдзе, ня толькі, тэатар. |
| Transliteration of foreign words | |
| The syllables [la], [lo], [lu] | |
| Transliterated mostly with a 'hard' [l]. Examples: план, логіка, Платон, клон, дысплей. In 1933 scholars of the Institute of Linguistics called the proposal for the introduction of these standards "Great Power tendencies", pointing out that it is a characteristically Russian pronunciation. | Transliterated with a 'soft' (palatalized) [lʲ] in words of Western European origin except for Anglicisms where the 'hard' (non-palatalized) [l] is used in most cases. In borrowing from other languages, words are transliterated according to the hardness or softness of the sound in the source language. Examples: плян, лёгіка, Плятон, клон, дысплэй The phonetic tradition developed with the newspaper "Наша ніва". The authors of the academic projects of 1930 and 1933 propose to maintain the this norm. The transliteration of the Central European [l] with [lʲ] has been fixed in the forms of the Old Belorussian language (17th-18th centuries) (люнатык, лaбиринт, капалaнъ, каппеллѧ), as well as in the Belorussian forms of the 19th century (ляўр(ы), кляс(а)). The transliteration of the Arabic [l] with [lʲ] has been fixed in the Old Belorussian forms of the 17th century (корабеля < the city Kerbela). According to E. Potekhina, it is now difficult to say with certainty whether such pronunciation was widespread or if it was a characteristics of the intelligentsia's peculiar argot. |

### Propuestas de reforma y reforma de la ortografía de la lengua bielorrusa de 1933
En 1926 se celebró una conferencia internacional sobre la reforma de la ortografía bielorrusa en Minsk en la que se discutieron diversos aspectos ortográficos sobre la lengua bielorrusa. En 1927 se formó un Comité Lingüístico formado por académicos y lingüistas bielorrusos que trabajaron conjuntamente para resolver los diversos problemas existentes en la lengua bielorrusa y desarrollar las normas ortográficas de Taraškievič. En 1929 cesaron los trabajos del Comité debido al fin de la Bielorrusificación. Pese a ello, los resultados del su trabajo fueron publicados en 1930.
En 1930 un grupo de científicos miembros del Instituto de Lingüística Bielorrusa empezaron a trabajar en un nuevo proyecto de reforma de las normas ortográficas de la lengua bielorrusa. Los autores de la propuesta declararon su rechazo en relación a las ideas de la "democracia nacional", las cuales, según ellos, supusieron la base del trabajo realizado por el Comité Lingüístico entre los años 1927-1929. Debido a ello, en 1933 se propuso una profunda revisión del idioma bielorruso. Sin embargo, esta revisión mantuvo las ideas de Taraškievič en relación a los préstamos lingüísticos y apenas modificó nada de los resultados objenidos y publicados en 1930.
Pese a ello, el proyecto fue rechazado por las autoridades de la URSS debido a que se consideró que suponía un alejamiento en la similitud de la lengua bielorrusa con respecto al ruso. El 5 de mayo de 1933 el Comité Central del Partido Comunista del RSS de Bielorrusia formó un Comité Político especial destinado a la revisión del diccionario ruso-bielorruso y las nuevas normas ortográficas de la lengua bielorrusa. El Comité estuvo básicamente formado por políticos y ningún lingüista era miembro de él.